# Джувара, Александру
Александру Г. Джувара (рум. Alexandru G. Djuvara; 20 декабря 1858, Бухарест — 1 февраля 1913, там же, Королевство Румыния) — румынский государственный, политический, общественный и дипломатический деятель, министр юстиции (13 марта 1897 года — 4 января 1898), министр промышленности и торговли (2 июня 1909 — 1 ноября 1909), министр иностранных дел Королевства Румыния (1 ноября 1909 — 28 декабря 1910), публицист, юрист, журналист, поэт.

## Биография
Родился в аромунской аристократической семье в Бухаресте.
Среднее образование получил в парижском Лицее Людовика Великого. Затем изучал право в Школе истории и политологии, окончил юридический факультет Парижского университета. Кроме того, обучался инженерному делу в Политехнической школе Парижа. Работал адвокатом.
Избирался членом парламента Румынии (1884, 1887, 1890, 1894).
Министр юстиции (13 марта 1897 — 4 января 1889). Министр промышленности и торговли (2 июня 1909 — 1 ноября 1909). Министр иностранных дел (1 ноября 1909 — 28 декабря 1910).
Автор нескольких исследований в области идеализма и натурализма, брошюр на правовые и политические темы, в том числе:
- Cercetări critice (1883),
- La Rusie et la crise bulgare (1886),
- In contra taxei licenţelor (1888),
- Cercetări economice.
- Tariful general al drepturilor de vamă (1892),
- La Lutte des nationalites. Hongrois et Roumains (1895),
- Tariful general al drepturilor de vamă (1892),
- Idei şi tendinţe (1903),
- Meseriile şi munca naţională (1908),
- Industria naţională (1908) и др.

Видный оратор, опубликовал некоторые из своих выступлений.
Начал с лирики в журнале «Literatorul».
Журналист. Основатель газет «L’Etoile Roumaine» (1885) и «La liberte roumaine».
Румынский писатель, историк и дипломат Нягу Джувара, приходится ему племянником.